# 大村平
大村 平（おおむら ひとし、1930年〈昭和5年〉1月2日 - 2021年〈令和3年〉6月1日）は、日本の航空自衛官、著述家。
東京都出身。第18代航空幕僚長、技術畑からは初の航空幕僚長。工学博士。
自衛官としての勤務の傍ら、初等数学や統計学において啓蒙書を多数著した。

## 略歴
名古屋陸軍幼年学校に入校し2年時に終戦を迎えた。在学中はパイロットを目指していた。終戦後は旧制・東京高校を経て東京工業大学に進学。大学では機械工学を専攻し卒業後は製糸会社に勤めるが、仕事として今ひとつ物足りない感じを受け、1956年（昭和31年）に公募幹部（3等空尉）として航空自衛隊に入隊。
入隊後は防府基地で1か月の入隊教育を受けたのち、浜松基地の実験航空隊に配属された。その後、整備幹部の教育を受けて宇都宮基地へ派遣され、当時開発中のT-1練習機の整備の勉強と、その傍ら試験飛行にも携わる。当時のテストパイロットは戦中派の高岡迪や日高盛康で後席で機上計測を100回ほど実施した。1960年（昭和35年）から2年間、東工大大学院に入り、歯車精度測定法の研究に務めた。空自復帰後は技術研究本部に配属され、技術幹部として装備の研究開発に関わり、ジェットエンジンの設計やブルーインパルスのカラースモークの研究にも携わる。その後も技術畑で勤務し、航空幕僚監部、航空実験団でT-2練習機及びF-1戦闘機の開発にも携わった。1984年（昭和59年）には技術幹部として初の航空方面隊司令官となる。その後、航空幕僚副長を経て、1986年（昭和61年）2月から1987年（昭和62年）12月まで空幕長を務めた。
2021年（令和3年）6月1日、肺炎のため都内の病院で死去。91歳没。

## 年譜
- 1944年（昭和19年）4月1日：名古屋陸軍幼年学校（第48期）に入校
- 1945年（昭和20年）8月27日：終戦により幼年学校が解散
- 1953年（昭和28年）3月：東京工業大学機械工学科卒業
- 1956年（昭和31年）9月：公募幹部として航空自衛隊入隊（3等空尉）
- 1967年（昭和42年）8月：航空幕僚監部技術部技術第1課勤務
- 1974年（昭和49年）10月：航空実験団司令部計画部長
- 1975年（昭和50年）
  - 7月1日：1等空佐昇任
  - 12月1日：航空幕僚監部技術部技術第1課計画班長
- 1977年（昭和52年）8月1日：航空幕僚監部技術部技術第1課長
- 1979年（昭和54年）7月1日：航空実験団副司令
- 1980年（昭和55年）
  - 10月1日：空将補昇任
  - 12月5日：航空幕僚監部技術部長
- 1983年（昭和58年）
  - 2月28日：航空実験団司令
  - 5月16日：空将昇任
- 1984年（昭和59年）3月2日：西部航空方面隊司令官
- 1985年（昭和60年）3月16日：航空幕僚副長
- 1986年（昭和61年）2月6日：第18代 航空幕僚長
- 1987年（昭和62年）12月11日：退官
- 2001年（平成13年）11月3日：勲二等瑞宝章受章[4][5]

退官後は防衛庁技術研究本部技術顧問、お茶の水女子大学非常勤講師、日本電気顧問、社団法人日本航空宇宙工業会顧問などを務める。
- 2021年（令和3年）6月1日：死去[2][3]。

## 栄典
- レジオン・オブ・メリット・コマンダー - 1987年（昭和62年）2月18日
- 勲二等瑞宝章 - 2001年（平成13年）11月3日

## 著書
- 大村平『行列とベクトルのはなし』日本科学技術出版社、1978年。ISBN 978-4817124098。
- 大村平『実験計画と分散分析のはなし―効率よい計画とデータ解析のコツ』日本科学技術連盟、1984年。ISBN 978-4817122100。
- 大村平『ORのはなし―経営意思決定のテクニック』日科技連出版社、1989年。ISBN 978-4817122179。
- 大村平『戦略ゲームのはなし―必勝のテクニック』日科技連出版社、1990年。ISBN 978-4817122186。
- 大村平『シミュレーションのはなし―転ばぬ先の杖』日科技連出版社〈Best selected Business Books〉、1991年。ISBN 978-4817122209。
- 大村平『人工知能のはなし―AI,ファジィ,ニューロ,ロボット…』日科技連出版社、1992年。ISBN 978-4817122216。
- 大村平『数字は魔物―読み方・使い方しだいで毒にも薬にもなる』ごま書房〈ビジネスを変える〉、1992年。ISBN 978-4341270162。
- 大村平『ビジネス数学のはなし―必勝虎の巻 危険性と不確実性の克服〈上〉』日科技連出版社、1994年。ISBN 978-4817122254。
- 大村平『ビジネス数学のはなし―必勝虎の巻 危険性と不確実性の克服〈下〉』日科技連出版社、1995年。ISBN 978-4817122261。
- 大村平『数学公式のはなし―楽しく学ぶ先人の知恵』日科技連出版社、1996年。ISBN 978-4817124142。
- 大村平『美しい数学のはなし〈上〉―数学は科学の女王』日科技連出版社、1997年。ISBN 978-4817124166。
- 大村平『美しい数学のはなし〈下〉―数学は科学の女王』日科技連出版社、1997年。ISBN 978-4817124173。
- 大村平『数理パズルのはなし―知的に遊ぼう』日科技連出版社、1998年。ISBN 978-4817124180。
- 大村平『幾何のはなし―論理的思考のトレーニング』日科技連出版社、1999年。ISBN 978-4817124203。
- 大村平『実験と評価のはなし―データ解析虎の巻!』日科技連出版社、2000年。ISBN 978-4817124227。
- 大村平『情報数学のはなし―情報理論から暗号・認証まで』日科技連出版社、2001年。ISBN 978-4817124241。
- 大村平『確率のはなし―基礎・応用・娯楽』日科技連出版社〈Best selected Business Books〉、2002年。ISBN 978-4817180117。
- 大村平『統計のはなし―基礎・応用・娯楽』日科技連出版社〈Best selected Business Books〉、2002年。ISBN 978-4817180100。
- 大村平『数字のトリック―「1」を聞いて「10」を知る方法』三笠書房〈知的生きかた文庫〉、2002年。ISBN 978-4837972938。
- 大村平『QC数学のはなし―品質管理を支える統計の初歩』日科技連出版社〈Best selected Business Books〉、2003年。ISBN 978-4817180162。
- 大村平『仕事力を10倍高める数学思考トレーニング』PHP研究所、2003年。ISBN 978-4569630175。
- 大村平『今日から使える微積分』講談社〈今日から使えるシリーズ〉、2004年。ISBN 978-4061556522。
- 大村平『今日から使える統計解析』講談社〈今日から使えるシリーズ〉、2005年。ISBN 978-4061556560。
- 大村平『統計解析のはなし―データに語らせるテクニック』日科技連出版社〈Best selected Business Books〉、2006年。ISBN 978-4817180285。
- 大村平『多変量解析のはなし―複雑さから本質を探る』日科技連出版社〈Best selected Business Books〉、2006年。ISBN 978-4817180278。
- 大村平『微積分のはなし―変化と結果を知るテクニック〈上〉』日科技連出版社、2007年。ISBN 978-4817192431。
- 大村平『微積分のはなし―変化と結果を知るテクニック〈下〉』日科技連出版社、2007年。ISBN 978-4817192448。
- 大村平『予測のはなし―未来を読むテクニック』日科技連出版社、2010年。ISBN 978-4817193582。
- 大村平『信頼性工学のはなし―信頼度99.9999…%をめざして』日科技連出版社、2011年。ISBN 978-4817193810。